# L'immortale (film 2019)
L'immortale è un film italiano del 2019 co-scritto, diretto e interpretato da Marco D'Amore, al suo esordio come regista cinematografico. 
La pellicola, midquel/spin-off della serie televisiva Gomorra - La serie, riprende il personaggio di Ciro Di Marzio, interpretato nel film e nella serie dallo stesso D'Amore. Le vicende rappresentate si svolgono parallelamente a quelle della quarta stagione. 

## Trama
Ciro Di Marzio, fortunatamente sopravvissuto al colpo di pistola che l'amico Gennaro "Genny" Savastano era stato costretto a sparargli (evento che aveva concluso la terza stagione di Gomorra - La serie), (a differenza di o’ Pop, ucciso da Sangueblù con un colpo alla fronte), essendosi il proiettile fermato a un centimetro dal cuore, è costretto ad andare via da Napoli e iniziare una nuova vita in Lettonia, a Riga, dove lavora per conto del boss Don Aniello Pastore, al servizio dei clan russi, suoi alleati. Qui ritrova Bruno, una persona che ha segnato la sua infanzia e la sua vita. Riaffiorano i ricordi della giovanissima età, connotata dalla perdita di ogni tipo di affetto a causa del Terremoto dell'Irpinia del 1980, che lo vide come unico sopravvissuto della famiglia, a nemmeno un mese di età (da qui il soprannome Immortale), costringendolo di fatto a vivere di espedienti, insieme ad alcuni suoi coetanei fin quando, avendo di nuovo perso la sua "famiglia", ovvero Bruno e Stella, corre verso Secondigliano e lì conosce il giovane Attilio, che lo presenta al boss Pietro Savastano. 
Attraverso una serie di peripezie, Ciro si trova in mezzo a una guerra malavitosa che non è la sua, con i clan russi da un lato, che detengono il controllo del traffico della droga in Lettonia, e dall'altro quelli lettoni, che lottano per affermare la supremazia criminale nella propria terra. Bruno tradirà Ciro, ma quest'ultimo, con genio e destrezza, riuscirà, ancora una volta, a cavarsela. 
Il film si chiude con Ciro che riceve un pacco contenente la testa mozzata di Don Aniello mentre a bordo di una vettura arriva Genny che così facendo i due si ritrovano.

## Personaggi
- Ciro Di Marzio, interpretato da Marco D'Amore: detto l'Immortale, per essere l'unico sopravvissuto al crollo della palazzina in cui abitava, dovuto al Terremoto dell'Irpinia, che portò alla morte dei genitori e di altre persone. In Gomorra, stretto collaboratore, prima nemico e poi amico fraterno di Gennaro "Genny" Savastano. Dopo le vicende della terza stagione, si rifà una nuova vita a Riga, in Lettonia.
- Bruno, interpretato da Salvatore D'Onofrio: considerato come un padre da Ciro, colui che lo porta nel mondo della malavita.
- Vera, interpretata da Marianna Robustelli: è la moglie di Virgilio.
- Stella, interpretata da Martina Attanasio: è la fidanzata di Bruno.
- Virgilio, interpretato da Gennaro Di Colandrea: è il braccio destro dei magliari di Bruno.
- Don Aniello Pastore, interpretato da Nello Mascia: è un vecchio boss di una cosca camorristica operante nella zona centrale di Napoli, già visto in Gomorra come alleato del defunto Giuseppe Avitabile e zio dei fratelli Ferdinando e Elia Capaccio. Nel film proporrà a Ciro una nuova vita a Riga, in Lettonia, nascondendo a tutti che Ciro è ancora vivo. Verrà ucciso alla fine del film, anche se in maniera non esplicita.
- Yuri Dobeshenko, interpretato da Aleksej Gus'kov: è il boss russo che fa affari con Ciro.
- Dimitri, interpretato da Anatolijs Fečins: è il braccio destro di Yuri Dobeshenko.
- Genny Savastano, interpretato da Salvatore Esposito: è il figlio del boss Don Pietro Savastano (ucciso da Ciro). L'amico-nemico e poi amico fraterno di Ciro. È attualmente il boss di Secondigliano.

## Produzione

### Sviluppo
Durante le riprese di Gomorra, mentre lavorava al suo personaggio, Marco D'Amore ha più volte pensato di scrivere una storia sul Ciro bambino, chiedendosi più volte come potesse essere la vita da giovane di un personaggio così emblematico. Dopo aver scritto abbastanza materiale ha pensato che ci potesse essere uno spiraglio narrativo per una sceneggiatura con l'idea di creare un progetto transmediale tra cinema e Tv. Marco D'Amore ha rivelato in un'intervista di sapere già di un futuro ritorno di Ciro Di Marzio, ancor prima del finale della terza stagione. Il regista e attore ha rivelato anche che, prima della stesura definitiva e ufficiale, sono stati scritti quattro soggetti per il film, che alla fine non sono stati utilizzati. Marco D'Amore, originario di Caserta, per imparare l'accento della Napoli nord tipico di Ciro Di Marzio, ha dovuto ricorrere ad un vocal coach.

### Riprese
La produzione del film è partita il 5 maggio 2019. Le riprese sono iniziate a Roma il 17 maggio, proseguite a Napoli, principalmente nell'area nord, in cui è stata ricostruita la città così com'era durante gli anni ottanta, poi Riga ed alcune località francesi tra cui Parigi, Marsiglia, Vaucluse ed Avignone. Le riprese si sono poi concluse il 13 luglio 2019.

## Colonna sonora
Come il resto del cast, scelto dalla totale volontà di Marco D'Amore, il regista e attore ha scelto nuovamente il gruppo Mokadelic per la colonna sonora del film, che hanno "rivisitato" alcuni temi musicali della serie originale, e alcune canzoni napoletane degli anni ottanta, di Nino D'Angelo e Franco Ricciardi.

## Promozione
Il primo teaser trailer viene diffuso il 4 maggio 2019, dopo la fine dell'ultima puntata della quarta stagione di Gomorra, prima dei titoli di coda. Un ulteriore teaser viene diffuso l'11 ottobre. Il trailer ufficiale viene distribuito il 13 novembre 2019, a tre settimane circa dall'uscita del film nelle sale cinematografiche italiane.

## Distribuzione
La pellicola è stata distribuita nelle sale cinematografiche italiane a partire dal 5 dicembre 2019 da Vision Distribution.
La prima ufficiale si è tenuta il giorno stesso al Cinema Metropolitan di Napoli, alla presenza di tutto il cast del film.
Il film è stato distribuito in home video in formato DVD e Bluray dalla Universal Pictures Italia il 19 marzo 2020.

## Accoglienza

### Incassi
Nel primo giorno di programmazione nelle sale cinematografiche italiane, il film incassa 602 973 euro, diventando il miglior esordio per un film italiano dell'anno, registrando 87 000 presenze.
Nella prima settimana di programmazione nelle sale cinematografiche italiane, il film incassa oltre 5 000 000 di euro; alla fine del mese il film supera i 6 000 000 di euro d'incasso.
Il film è risultato il 15° incasso al botteghino italiano della stagione 2019-2020.

### Critica
Il film ha ricevuto recensioni positive. Rosa Maiuccaro di Wired Italia afferma che «L'immortale non è "Gomorra riciclata" ma un nuovo importante capitolo della saga». Andrea Fornasiero di Mymovies.it ha affermato «L'immortale, Ciro non delude e resta uguale a se stesso anche sul grande schermo».

## Riconoscimenti
- 2020 - Nastro d'argento

Miglior regista esordiente a Marco D'Amore
Miglior casting director a Davide Zurolo
Candidatura per il migliore montaggio a Patrizio Marone
Candidatura per il migliore sonoro in presa diretta a Gianluca Costamagna
- 2020 - David di Donatello

Candidatura per il Miglior regista esordiente a Marco D'Amore
- 2020 - Ciak d'oro

Migliore opera prima a Marco D'Amore